# 臥牙丸勝
臥牙丸勝（1987年2月23日—），本名泰穆拉茲·朱黑利（Teimuraz Jugheli），是出身格魯吉亞首都第比利斯的前日本大相撲力士，身高185cm，重212公斤。
他是繼黑海太和栃乃心剛史後第三位到達幕內級別的格魯吉亞人力士，他在2005年11月初次比賽，2009年11月到達十兩級後在2010年7月到達幕內級。他所屬的相撲部屋是木瀬部屋後短暫移籍北之湖部屋，在重新建立之後，回到木瀬部屋。他的最高位置是小結，他曾贏得了兩次敢鬥賞，並在一場比賽中獲得亞軍。
2020年11月17日宣布引退。斷髮式於2022年7月30日舉行。大約有170人在東京的一個場地參加了這次活動。儘管他的導師，第11代木瀨親方和他的同胞栃乃心因新冠病毒疫情而無法參觀會場，但該協會的幾名成員，包括從他活躍時期就與他成為朋友的第13代宮城野親方(白鵬)，也趕到了會場。 這一天，他宣佈與一名日本女子結婚，臥牙丸自2015年以來一直與她約會，當他活躍時，沒有結婚的時機，甚至在退休后，由於新的冠狀病毒感染的傳播，婚姻也被推遲了。
現在他留在日本成為youtuber，主要內容是相撲界的事情。